# Autofecundação
Autofecundação é o processo que o gameta masculino fecunda o gameta feminino do próprio indivíduo que o produz(seres monoicos).
Ocorre naturalmente em plantas hermafroditas, que possuem o sexo masculino e feminino no mesmo organismo. 